# فاحشگی اجباری

بازار برده‌فروشان، اثر ژروم

فاحشگی اجباری یا استثمار جنسی تجاری گونه‌ای تن‌فروشی یا بردگی جنسی است که در پی اجبار شخص ثالث صورت می‌گیرد. عبارت فاحشگی اجباری (به انگلیسی: forced prostitution) در کنوانسیون‌های بین‌المللی و انسان‌دوستانهٔ متعددی از جمله اساسنامه دیوان بین‌المللی کیفری (اساسنامهٔ رم) آمده است، ولی تعریف آن گنگ بوده است و وحدت رویهٔ چندانی در تحقیق و تعقیب دربارهٔ آن وجود نداشته است.
گزارشگر ویژه در گزارش بردگی سال ۱۹۹۸ هم اعلام داشت: «اصطلاح فاحشگی اجباری یا به فاحشگی واداشتن در کنوانسیون‌های بین‌المللی و بشردوستانه مورد تصریح قرار گرفته‌اند اما به‌طور صحیح درک نشده و به‌طور مداوم نیز مورد استفاده قرار نگرفته‌اند.» به گفتهٔ این گزارش مشخص‌ترین مواردی که ممکن است به‌عنوان فاحشگی اجباری توصیف شود مترادف با بردگی جنسی است و به‌طور صحیح‌تر و آسان‌تر می‌تواند تحت همین منوال مورد پیگرد قرار گیرند. این مسئله بارها مورد بحث واقع شده است که بردگی جنسی شامل بیشتر موارد فحشای اجباری بوده است که عموماً شامل مواردی می‌شود که در آن شخصی، شخص دیگر را که وادار به اعمال جنسی نموده است تحت کنترل خود دارد.
عده‌ای نیز بر این عقیده‌اند که استفاده از «فحشای اجباری» به جای «بردگی جنسی» ممکن است موجب کوچک جلوه دادن این جرم شود؛ زیرا عنوان مزبور اعمال قبیح قانون‌شکنی و زورگویی را می‌پوشاند که خود از صفات مشخصه بردگی جنسی هستند. درحقیقت اصطلاح «فاحشگی»، ارائه خدمات جنسی به‌عنوان قسمتی از معاوضه (هرچند که شخص در شرایط اجبار به آن تن دردهد) را به ذهن متبادر می‌نماید. به‌علاوه «فاحشگی» بیانگر آن است که اعمال جنسی با رضایت قربانی شروع می‌شود تا مجرم.